# Aconitum dunhuaense
Aconitum dunhuaense là một loài thực vật có hoa trong họ Mao lương. Loài này được S.H.Li mô tả khoa học đầu tiên năm 1975.